# Artikel 7-förfarande
Ett artikel 7-förfarande är ett förfarande inom Europeiska unionen som kan inledas mot en medlemsstat som ”allvarligt åsidosätter” unionens grundläggande värden (däribland demokrati, rättsstatens principer och mänskliga rättigheter). Genom förfarandet kan övriga medlemsstater tillfälligt upphäva vissa av de rättigheter som den berörda medlemsstaten har till följd av sitt medlemskap i unionen, inbegripet rösträtten i Europeiska unionens råd. Det finns dock ingen möjlighet att helt utesluta en medlemsstat. Samtliga skyldigheter enligt unionens fördrag fortsätter under alla omständigheter att vara rättsligt bindande för en medlemsstat som är föremål för ett artikel 7-förfarande.
Artikel 7-förfarandet inrättades ursprungligen genom Amsterdamfördraget den 1 maj 1999 och regleras sedan dess av artikel 7 i fördraget om Europeiska unionen, därav dess namn. Det är det mest långtgående förfarande som unionens institutioner kan vidta mot en medlemsstat som bryter mot unionens värden. Förfarandet kallas ibland för ”kärnvapenförfarandet” (efter det amerikanska talesättet nuclear option) på grund av dess långtgående konsekvenser, som gör det politiskt omöjligt att använda utom vid mycket allvarliga politiska kriser. Förfarandet kräver enighet bland alla övriga medlemsstater, vilket gör det svårt att genomföra om en berörd medlemsstat har stöd av åtminstone en annan medlemsstat, eller om två medlemsstater samtidigt åsidosätter unionens värden.

## Rättsliga bestämmelser
Ett artikel 7-förfarande består egentligen av två olika förfaranden, ett förfarande för att fastslå att det finns en klar risk för att en medlemsstat allvarligt åsidosätter unionens värden och ett annat förfarande för att fastslå att en medlemsstat allvarligt och ihållande åsidosätter unionens värden. Båda förfarandena berör unionens grundläggande värden, som finns definierade i artikel 2 i fördraget om Europeiska unionen. De innefattar respekt för människans värdighet, frihet, demokrati, jämlikhet, rättsstaten och respekt för de mänskliga rättigheterna, inklusive rättigheter för personer som tillhör minoriteter.

### Rättslig grund
Likt alla åtgärder som vidtas av unionens institutioner måste ett artikel 7-förfarande ha en giltig rättslig grund i unionens fördrag i enlighet med principen om tilldelade befogenheter för att kunna vidtas. Den rättsliga grunden för artikel 7-förfarandet återfinns i artikel 7 i fördraget om Europeiska unionen:
| ”                                                                                     | 1. Rådet får på motiverat förslag från en tredjedel av medlemsstaterna, från Europaparlamentet eller från Europeiska kommissionen med en majoritet på fyra femtedelar av sina medlemmar och efter Europaparlamentets godkännande slå fast att det finns en klar risk för att en medlemsstat allvarligt åsidosätter värden som anges i artikel 2. Innan detta slås fast ska rådet höra den berörda medlemsstaten och får i enlighet med samma förfarande framföra rekommendationer till denna stat. Rådet ska regelbundet kontrollera om de skäl som har lett till ett sådant fastslående fortfarande äger giltighet. 2. Europeiska rådet får på förslag från en tredjedel av medlemsstaterna eller från Europeiska kommissionen och efter Europaparlamentets godkännande, samt efter att ha uppmanat ifrågavarande medlemsstat att framföra sina synpunkter, enhälligt slå fast att en medlemsstat allvarligt och ihållande åsidosätter värden som anges i artikel 2. 3. När ett fastslående enligt punkt 2 har gjorts får rådet, som ska fatta beslut med kvalificerad majoritet, besluta om att tillfälligt upphäva vissa av de rättigheter som den ifrågavarande medlemsstaten har till följd av tillämpningen av fördragen, inbegripet rösträtten i rådet för företrädaren för den medlemsstatens regering. Rådet ska därvid beakta de möjliga följder som ett sådant tillfälligt upphävande kan få för fysiska och juridiska personers rättigheter och skyldigheter. Den ifrågavarande medlemsstatens skyldigheter enligt fördragen ska under alla omständigheter fortsätta att vara bindande för den staten. 4. Rådet får senare med kvalificerad majoritet besluta om att ändra eller återkalla åtgärder som vidtagits enligt punkt 3, när den situation som ledde till att åtgärderna infördes har förändrats. 5. De omröstningsbestämmelser som i enlighet med denna artikel gäller för Europaparlamentet, Europeiska rådet och rådet fastställs i artikel 354 i fördraget om Europeiska unionens funktionssätt. | „ |
| – Artikel 7 i fördraget om Europeiska unionen efter Lissabonfördragets ikraftträdande | |   |

### Olika typer av artikel 7-förfaranden

#### Förfarande vid risk för allvarligt åsidosättande av unionens värden
Om det föreligger en klar risk för allvarligt åsidosättande av unionens värden i en medlemsstat, kan ett artikel 7-förfarande inledas av Europeiska unionens råd på motiverat förslag av en tredjedel av medlemsstaterna, av Europaparlamentet eller av Europeiska kommissionen. Rådet måste fatta sitt beslut med minst fyra femtedelar av sina rådsmedlemmar efter godkännande av Europaparlamentet och efter att den berörda medlemsstaten har hörts. Den berörda medlemsstatens rådsmedlem får inte delta i omröstningen. Europaparlamentet ger sitt godkännande med minst två tredjedelar av de avlagda rösterna, vilka måste motsvara en majoritet av dess ledamöter.
Efter att ha inlett ett sådant artikel 7-förfarande kan rådet utfärda rekommendationer till den berörda medlemsstaten om åtgärder som bör vidtas för att undvika ett åsidosättande av unionens värden. Rådet måste regelbundet kontrollera utvecklingen i den berörda medlemsstaten.
Förfarandet vid risk för allvarligt åsidosättande av unionens värden infördes genom Nicefördraget den 1 februari 2003.

#### Förfarande vid allvarligt och ihållande åsidosättande av unionens värden
Om en medlemsstat allvarligt och ihållande åsidosätter unionens värden, kan ett artikel 7-förfarande inledas av Europeiska rådet på förslag av en tredjedel av medlemsstaterna eller av Europeiska kommissionen. Europeiska rådet måste fatta sitt beslut med enhällighet efter godkännande av Europaparlamentet och efter att den berörda medlemsstaten har hörts. Den berörda medlemsstatens rådsmedlem får inte delta i omröstningen. Nedlagda röster hindrar inte ett beslut från att fattas. Europaparlamentet ger sitt godkännande med minst två tredjedelar av de avlagda rösterna, vilka måste motsvara en majoritet av dess ledamöter.
Efter att Europeiska rådet har slagit fast att ett allvarligt och ihållande åsidosättande av unionens värden föreligger, kan Europeiska unionens råd besluta med kvalificerad majoritet om att tillfälligt upphäva vissa av de rättigheter som den berörda medlemsstaten har till följd av tillämpningen av unionens fördrag, inbegripet rösträtten i rådet. Rådet måste dock ta i beaktande de konsekvenser som de tillfälliga åtgärderna kan få på fysiska och juridiska personer. Den berörda medlemsstatens skyldigheter enligt fördragen fortsätter under alla omständigheter att vara rättsligt bindande för medlemsstaten. Rådet kan senare ändra eller upphäva sitt beslut med kvalificerad majoritet om det anser att omständigheterna har förändrats.
Förfarandet vid allvarligt och ihållande åsidosättande av unionens värden infördes genom Amsterdamfördraget den 1 maj 1999.

### Granskning av lagenligheten av antagna rättsakter
Som en rättssäkerhetsåtgärd kan lagenligheten av en rättsakt som antagits av Europeiska rådet eller Europeiska unionens råd i enlighet med ett artikel 7-förfarande granskas av EU-domstolen på begäran av den berörda medlemsstaten. Om domstolen anser att rättsakten har antagits på ett sätt som är oförenligt med unionsrätten kan den upphäva akten. En sådan granskning måste begäras inom en månad från att Europeiska rådet eller Europeiska unionens råd har antagit rättsakten. Domstolen har upp till en månad på sig att avgöra ärendet efter att begäran har inkommit från medlemsstaten.

### Prövning av asylansökningar från unionsmedborgare
Enligt ett särskilt protokoll som fogades till unionens grundfördrag genom Amsterdamfördraget den 1 maj 1999 ska medlemsstaterna betraktas som säkra ursprungsländer i förhållande till varandra för alla rättsliga och praktiska syften som rör asylärenden. I regel ska medlemsstaterna därför inte pröva asylansökningar som lämnas in av personer som är medborgare i någon av de andra medlemsstaterna. Protokollet föreskriver dock att medlemsstaterna, som ett undantag från denna huvudregel, får pröva asylansökningar som lämnas in av personer som är medborgare i medlemsstater som är föremål för ett artikel 7-förfarande.

## Användande och genomförande
Inget artikel 7-förfarande har hittills helt genomförts, men både Europaparlamentet och Europeiska kommissionen har avgivit motiverade förslag till Europeiska unionens råd om att inleda förfaranden mot Polen och Ungern. Förfarandena har lett till politiska diskussioner i rådet, men hittills har inga beslut fattats om huruvida det faktiskt föreligger en risk för allvarligt åsidosättande av unionens värden. Polens och Ungerns regeringar har dock uttalat stöd för varandra i syfte att hindra att ett fullständigt artikel 7-förfarande vid allvarligt och ihållande åsidosättande av unionens värden kan genomföras mot någon av dem.

### Polen
Det allra första artikel 7-förfarandet inleddes mot Polen den 22 december 2017 efter ett motiverat förslag av Europeiska kommissionen i enlighet med artikel 7.1. Upprinnelsen till förfarandet var en rad reformer av det polska rättsväsendet som drevs igenom av den polska regeringen, först under premiärminister Beata Szydło och sedan under premiärminister Mateusz Morawiecki (båda tillhörandes Lag och rättvisa), mellan 2015 och 2023. Reformerna kritiserades av bland annat Europaparlamentet och kommissionen för att politisera domstolsväsendet och underminera dess oberoende på ett sätt som ”allvarligt åsidosätter rättsstatsprincipen”. Den polska regeringen försökte bland annat att göra sig av med vissa domare genom förtida ”tvångspensioneringar”, ökade sin kontroll över tillsättandet av nya domare och inrättade en avdelning för disciplinärenden vid Högsta domstolen för att straffa kritiska domare. Dessutom vägrade regeringen att offentliggöra vissa av författningsdomstolens utslag, som därmed inte kunde vinna laga kraft.
Mot bakgrund av utvecklingen i Polen efter parlamentsvalet 2015 inledde kommissionen den 13 januari 2016 ramen för rättsstatsprincipen, ett förfarande med tre steg som syftade till att lösa uppkomna brister och problem gällande rättsstatsprincipen tillsammans med den berörda medlemsstaten. Kommissionen utfärdade tre rekommendationer till Polen angående rättsstatsprincipen, något som den polska regeringen dock negligerade. En fjärde rekommendation utfärdades i december 2017 samtidigt som kommissionen antog sitt motiverade förslag för att inleda ett artikel 7-förfarande. Europaparlamentet ställde sig bakom det motiverade förslaget i en omröstning den 1 mars 2018.
Inom ramen för artikel 7-förfarandet hölls ett antal utfrågningar av den polska regeringen i Europeiska unionens råd, men rådet fattade aldrig något beslut i frågan om huruvida det fanns en ”klar risk för att Polen allvarligt åsidosätter rättsstatsprincipen”. Parallellt drev dock kommissionen en rad överträdelseförfaranden mot Polen, varav flera ledde till talan om fördragsbrott vid EU-domstolen, som förklarade vissa av de polska lagarna oförenliga med unionsrätten. Bland annat ogiltigförklarade domstolen bestämmelserna om förtida pensionering av domare och möjligheterna till att vidta disciplinära åtgärder mot domare. Den 14 juli 2021 meddelade dock den polska författningsdomstolen att den, mot bakgrund av den polska konstitutionen, ansåg att EU-domstolen saknade mandat att lägga sig i det polska rättsväsendet. Detta ledde till en öppen konflikt mellan kommissionen och EU-domstolen, å ena sidan, och den polska författningsdomstolen, å andra sidan, om tolkningen av unionsrätten, i synnerhet giltigheten av företrädesprincipen. I mitten av juli 2021 varnade kommissionen Polen om att nya överträdelseförfaranden skulle komma att inledas om inte EU-domstolens domar följdes.
I augusti 2021 signalerade den polska regeringen att den avsåg att avveckla avdelningen för disciplinärenden vid Högsta domstolen, i enlighet med EU-domstolens dom. Kommissionen ansåg dock i början av september 2021 att den polska regeringen inte hade vidtagit tillräckliga åtgärder för att följa EU-domstolens dom och begärde därför att EU-domstolen skulle utfärda vite mot Polen. Den 7 oktober 2021 kom den polska författningsdomstolen med ytterligare en dom i vilken den konstaterade att delar av fördraget om Europeiska unionen var oförenliga med den polska konstitutionen och att polska myndigheter därför inte var bundna av de domar som EU-domstolen hade utfärdat gällande de polska rättsreformerna. Domstolen hotade även med att ogiltigförklara andra beslut och domar från EU-domstolen om den sistnämnda inte upphörde med vad den polska domstolen ansåg var aktivistiska domslut. Detta ledde i sin tur till en skarp markering från Europeiska kommissionen. I slutet av oktober 2021 utdömde EU-domstolen vite mot Polen på 1 miljon euro per dag för att den polska regeringen inte hade vidtagit de åtgärder som krävdes för att följa den tidigare domen från juni 2021. Den 16 november 2021 konstaterade EU-domstolen även att de polska bestämmelserna om att justitieministern kunde förordna domare att tjänstgöra i högre brottmålsdomstolar, ett förordnande som kunde avslutas när som helst utan motivering, var oförenliga med unionsrätten. Den 19 november 2021 inledde kommissionen för första gången förfarandet med den generella villkorlighetsordningen för skydd av unionsbudgeten mot Polen och Ungern i syfte att kunna hålla inne medel från unionens budget till de båda medlemsstaterna. Den 22 december 2021 inledde kommissionen även ett överträdelseförfarande mot Polen med hänsyn till den polska författningsdomstolens domar av den 14 juli 2021 och den 7 oktober 2021, i vilka unionsrättens giltighet och företräde ifrågasattes. Den 5 april 2022 meddelade kommissionsordförande Ursula von der Leyen att Polen fortfarande inte uppfyllde kraven om rättsstatens principer för att kunna ta del av medel ur återhämtningsinstrumentet för covid-19-pandemin. I maj 2022 nåddes dock en kompromiss mellan Europeiska kommissionen och Polens regering om att medel från återhämtningsinstrumentet skulle betalas ut till Polen om ett antal villkor uppfylldes, däribland efterlevnad av EU-domstolens dom om avveckling av avdelningen för disciplinärenden. Kommissionen godkände Polens återhämtningsplan den 1 juni, men med villkoret att den polska regeringens åtaganden genomförs innan den faktiska utbetalningen verkställs. Godkännandet kritiserades av flera partigrupper i Europaparlamentet, däribland Gruppen Renew Europe som menade att de polska åtagandena enbart innebar kosmetiska förändringar och som därför hotade med en misstroendeförklaring mot kommissionen för att inte upprätthålla unionsrätten korrekt. Den 13 juli 2022 presenterade kommissionen sin sammanställning över läget för rättsstatens principer i olika medlemsstater, där situationen i både Polen och Ungern dömdes ut. Den 15 juli 2022 beslutade kommissionen att gå vidare i sitt överträdelseförfarande mot Polen på grund av författningsdomstolens dom från 2021 där delar av unionens fördrag ogiltigförklarades. Den 15 februari 2023 ledde detta till att kommissionen väckte talan om fördragsbrott vid EU-domstolen.
I augusti 2022 signalerade den polska regeringen att den inte skulle tillmötesgå de krav som kommission hade ställt för att landet skulle få ta del av medel från unionens återhämtningsinstrument. Tjänstemän inom kommissionen svarade med att de inte skulle vika sig för den polska regeringen. I slutet av augusti 2022 beslutade fyra polska domarorganisationer att väcka talan mot kommissionen vid EU-domstolen för godkännandet av landets återhämtningsplan. I mitten av december 2022 signalerade den polska regeringen att den var villig att rulla tillbaka vissa av de rättsreformer som kommissionen tidigare hade kritiserat, i utbyte mot att få 35 miljarder euro från unionens budget utbetalda. I mitten av januari 2023 röstade den polska sejmen för ett lagförslag i syfte att tillmötesgå vissa av de krav som kommissionen hade ställt tidigare. I maj 2023 genomdrev den polska regeringen ett nytt lagförslag i syfte att inrätta en kommission för att undersöka polska politiker med kopplingar till Ryssland och förbjuda politiker med påstådda kopplingar att inneha politiska uppdrag i upp till tio år. Förslaget väckte oro från oppositionen för att bli ett verktyg för att motarbeta oppositionspartierna inför parlamentsvalet senare under 2023. Europeiska kommissionen uttalade i slutet av maj 2023 att lagförslaget skulle utvärderas och att rättsliga åtgärder övervägdes. I juni 2023 gick kommissionen vidare med ett överträdelseförfarande. I juni 2023 konstaterade EU-domstolen i en dom att den lagstiftning som hade införts på initiativ av den polska regeringen under 2019 och som bland annat gjorde det möjligt att bestraffa domare genom en särskild avdelning för disciplinärenden var oförenlig med unionsrätten. I juli 2023 efterlyste flera partigrupper i Europaparlamentet valobservatörer inför det polska parlamentsvalet senare under 2023.
Efter parlamentsvalet den 15 oktober 2023 tillträdde en ny regering under premiärminister Donald Tusk. Regeringen aviserade att den skulle rulla tillbaka de åtgärder som den tidigare regeringen hade vidtagit och som hade lett till aktiverandet av artikel 7-förfarandet. Vid ett sammanträde i rådet för allmänna frågor den 20 februari 2024 tillkännagav den polska regeringen ambitionen att få artikel 7-förfarandet avslutat under första halvåret under 2024. Kort därefter tillkännagav kommissionen von der Leyen I att den avsåg att frigöra 137 miljarder euro till Polen, vilket kommissionen därefter fattade beslut om den 29 februari 2024. Den 6 maj 2024 meddelade kommissionen att artikel 7-förfarandet mot Polen skulle avslutas eftersom det inte längre förelåg något hot mot rättsstatens principer i landet. Den 29 maj 2024 fattade kommissionen det formella beslutet som avslutade förfarandet.
Parallellt med de rättsliga reformerna förklarade sig 2019 ett stort antal polska kommuner och regioner som ”HBTQ-fria zoner”, vilket ledde till ytterligare kritik från bland annat Europaparlamentet. I slutet av juli 2020 beslutade kommissionen att neka utbetalningar av medel till sex av dessa kommuner med motiveringen att deras agerande bröt mot stadgan om de grundläggande rättigheterna. I juli 2021 inledde kommissionen även ett överträdelseförfarande. Ytterligare kritik riktades mot Polen i oktober 2020 när den polska författningsdomstolen ogiltigförklarade delar av den redan restriktiva abortlagstiftningen, vilket i praktiken ledde till ett totalförbud av abort, utom i mycket sällsynta fall. Under andra halvan av 2021 började flera polska kommuner att dra tillbaka sina tidigare uttalanden om HBTQ-fria zoner i syfte att kunna motta medel från unionen igen.
De rättsliga reformerna i Polen hade även påverkan utanför landets gränser. I mars 2020 nekade en tysk domstol för första gången att överlämna en misstänkt gärningsman till Polen med motiveringen att det inte längre gick att säkerställa en rättvis rättsprocess i Polen. I oktober 2020 beviljade Norge för första gången på 30 år asyl åt en polsk medborgare, som ansågs vara förföljd av polska myndigheter.

### Ungern
Ett andra artikel 7-förfarande inleddes mot Ungern den 12 september 2018 efter ett motiverat förslag av Europaparlamentet i enlighet med artikel 7.1. Upprinnelsen till förfarandet är en rad olika ungerska lagar som antagits på initiativ av den ungerska regeringen, under premiärminister Viktor Orbán (tillhörandes Fidesz), sedan det ungerska parlamentsvalet 2010. Lagarna innefattar, enligt kritiker, bland annat inskränkningar i mediefriheten, föreningsfriheten, den akademiska friheten och domstolsväsendets oberoende. Till exempel tvingades Central European University att flytta från Budapest till Wien i december 2018.
Europaparlamentet antog redan den 10 mars 2011 en resolution där den då nya ungerska medielagen kritiserades skarpt för att inskränka mediefriheten i Ungern. Parlamentet uppmanade den ungerska regeringen att rulla tillbaka reformen, dock utan att få gehör. Den 5 juli 2011 antog parlamentet en ny resolution där den nya ungerska författningen kritiserades i skarpa ordalag för att vara oförenlig med unionens värden och för att underminera domstolsväsendets oberoende. Ytterligare kritik mot den ungerska regeringen framfördes i en resolution den 16 februari 2012, då bland annat nya ungerska lagar med retroaktiv rättsverkan kritiserades. I ännu en resolution den 3 juli 2013 kritiserade Europaparlamentet den ungerska regeringen för att med en rad olika reformer ha underminerat grundläggande rättigheter i Ungern. Den 10 juni 2015 antog Europaparlamentet slutligen en resolution som uppmanade kommissionen att utreda situationen i Ungern. I en resolution den 17 maj 2017 konstaterade parlamentet att det förelåg en klar risk för att Ungern allvarligt skulle åsidosätta unionens värden och gav därför sitt eget utskott för medborgerliga fri- och rättigheter samt rättsliga och inrikes frågor i uppdrag att utarbeta ett motiverat förslag till rådet om att inleda ett artikel 7-förfarande mot Ungern. Det slutliga beslutet fattades den 12 september 2018 med två tredjedelars majoritet. Den ungerska regeringen vände sig dock till EU-domstolen för att få beslutet upphävt med hänvisning till att kravet om två tredjedelars majoritet inte var uppfyllt om även nedlagda röster räknades in. EU-domstolen avslog denna begäran den 3 juni 2021.
Inom ramen för artikel 7-förfarandet har ett antal utfrågningar av den ungerska regeringen hållits i Europeiska unionens råd, men rådet har ännu inte fattat något beslut i frågan om huruvida det finns en ”klar risk för att Ungern allvarligt åsidosätter unionens värden”. Parallellt har dock kommissionen drivit en rad överträdelseförfaranden mot Ungern, varav flera har lett till talan om fördragsbrott vid EU-domstolen, som har förklarat vissa av de ungerska lagarna oförenliga med unionsrätten. Bland annat har domstolen ogiltigförklarat delar av den ungerska asyllagstiftningen och lagen som tvingade bort Central European University. Samtidigt har den ungerska regeringen fortsatt att genomdriva en rad kontroversiella lagar. Under covid-19-pandemin gav till exempel det ungerska parlamentet Orbán och hans regering långtgående maktbefogenheter för att hantera det då utlysta undantagstillståndet. Beslutet kritiserades av bland annat kommissionsordförande Ursula von der Leyen för att vara oproportionerligt långtgående, särskilt eftersom det inte var tidsbegränsat. I juni 2021 antog det ungerska parlamentet en lag som förbjuder ”avbildande och främjande av annan könsidentitet än den som tilldelats vid födseln samt könsbyte och homosexualitet” i bland annat skolor, tv-program och offentligt tillgänglig reklam på alla plattformar som är åtkomliga för personer under 18 år, även i undervisningssyfte. Lagen kritiserades i skarpa ordalag av både Europaparlamentet och kommissionen, liksom en rad ledande politiker runt om i Europa, däribland i Nederländerna och Tyskland, som krävde ett stopp för alla medel till Ungern från unionens budget. I juli 2021 inledde kommissionen ett överträdelseförfarande. Den 12 november 2021 inledde kommissionen ytterligare ett överträdelseförfarande mot Ungern motiverat av att den ungerska regeringen inte hade vidtagit åtgärder för att följa EU-domstolens tidigare dom om den ungerska asyllagstiftningens oförenlighet med unionsrätten. Den 16 november 2021 konstaterade EU-domstolen att den ungerska lagstiftningen som förbjöd all ideell verksamhet med syfte att hjälpa asylsökande att ansöka om asyl bröt mot unionsrätten.
Den 19 november 2021 inledde kommissionen för första gången förfarandet med den generella villkorlighetsordningen för skydd av unionsbudgeten mot Polen och Ungern i syfte att kunna hålla inne medel från unionens budget till de båda medlemsstaterna. Den 23 november 2021 konstaterade EU-domstolen att den ungerska högsta domstolen hade brutit mot unionsrätten när den vidtog disciplinära åtgärder mot en domare i en lägre domstol. Den 27 april 2022 inledde kommissionen det formella förfarandet med villkorlighetsmekanismen för att hålla inne medel från unionens budget till Ungern. Den 23 maj 2022 höll Europeiska unionens råd sin fjärde utfrågning med anledning av rättsstatsprincipen i Ungern, dock fortfarande utan några framsteg i själva förfarandet. I augusti 2022 svarade den ungerska regeringen på kommissionens begäran gällande villkorlighetsmekanismen och utlovade en rad olika åtgärder för att förhindra risk för oegentligheter med unionens medel. Åtgärderna bedömdes av kommissionen i princip kunna vara effektiva om de tillämpades korrekt men ansågs ändå inte tillräckliga för att helt undanröja risken för oegentligheter med unionens medel. Därför föreslog kommissionen den 18 september 2022 att Europeiska unionens råd skulle vidta åtgärder i enlighet med villkorlighetsmekanismen. Den 30 november 2022 ställde sig Europeiska kommissionen bakom Ungerns återhämtningsplan och gav därmed grönt ljus för att landet skulle beviljas medel från återhämtningsinstrumentet för covid-19-pandemin. Samtidigt konstaterade kommissionen att Ungern inte hade genomfört tillräckliga reformer för att erhålla dessa medel och att utbetalningen av dem därför borde frysas. Den 12 december 2022 godkände rådet slutligen Ungerns återhämtningsplan och beslutade samtidigt att frysa delar av utbetalningen av medel från unionens budget. Den 16 december 2022 godkände rådet genom ett skriftligt förfarande utbetalning av delar av medel från unionens budget till Ungern i en uppgörelse som bland annat innebar att Ungern släppte igenom ett beslut om finansiellt stöd till Ukraina. I slutet av december 2022 meddelade kommissionen att utbetalningar till Ungern inom ramen för sammanhållningspolitiken skulle hållas tillfälligt inne i väntan på att landet genomför sina åtaganden gällande bland annat rättsstatens principer, HBTQ-personers rättigheter och asylsystemet.
Den 13 juli 2022 uppmanade Europaparlamentet på nytt rådet att agera mot Ungern. Samma dag presenterade kommissionen sin sammanställning över läget för rättsstatens principer i olika medlemsstater, där situationen i både Polen och Ungern dömdes ut. Den 15 juli 2022 beslutade kommissionen att väcka talan om fördragsbrott mot Ungern på grund av landets HBTQ-lagstiftning. Samtidigt väckte kommissionen även talan om fördragsbrott mot Ungern för landets beslut att neka sändningstillstånd för Klubrádió på, enligt kommissionen, tvivelaktiga grunder och i strid med unionsrätten. I slutet av augusti höll Orbán sitt årliga tal i den rumänska staden Băile Tușnad då han bland annat uttalade sitt motstånd till att skapa ”människor av blandraser”. Talet kritiserades hårt, däribland av kommissionsordförande von der Leyen, och Orbán menade senare att han hade blivit misstolkad. Under början av 2023 indikerade företrädare för den ungerska regeringen att landets godkännande av Finlands och Sveriges anslutning till Nato skulle kunna komma att användas som påtryckningsmedel för att få länderna att sluta kritisera den politiska situationen i Ungern. I juni 2023 konstaterade EU-domstolen i en dom att ungersk lagstiftning hade brutit mot unionsrättens bestämmelser om rätten för tredjelandsmedborgare att söka asyl. I början av juni 2024 återaktualiserade det belgiska ordförandeskapet i Europeiska unionens råd frågan om artikel 7-förfarandet mot Ungern efter att landet hade blockerat beslut kring bland annat Rysslands invasion av Ukraina. Den 13 juni 2024 avkunnade EU-domstolen ny dom på begäran av kommissionen genom vilken Ungern bötfälldes för att inte ha rättat sig efter den föregående domen om landets bristande genomförande av den gemensamma asylpolitiken. Enligt domen ska landet betala en klumpsumma på 200 miljoner euro samt 1 miljon euro i vite för varje dag som landet försenar verkställandet av EU-domstolens dom.
Till följd av vissa rättsliga reformer i Ungern hävde Europeiska kommissionen den 13 december 2023 blockeringen av vissa medel från unionens budget till landet. Detta sågs som en eftergift för att få Viktor Orbán att låta Europeiska rådet fatta beslut om öppnande av medlemskapsförhandlingar med Ukraina.
Utvecklingen i Ungern har lett till att flera oberoende organisationer inte längre betraktar Ungern som en fullfjädrad demokrati. I början av 2019 nedgraderade Freedom House Ungern från ”fritt land” till ”partiellt fritt land” i sin mätning över olika länders frihetsgrad. I mars 2020 beskrev demokratiinstitutet V-Dem institute Ungern som ”EU:s första icke-demokrati” i sin demokratirapport för 2020.